# Cerusa
Il Cerusa  è un torrente della Liguria, tributario del Mar Ligure.

## Percorso
Il torrente nasce al passo del Faiallo (1.044 m), al confine con la provincia di Savona, bagna la frazione di Fiorino, Fabbriche di Voltri e Fullo e sfocia nel mar Ligure all'inizio del quartiere di Voltri.
Riceve quattro rii tutti da destra, i più importanti sono il Rio Secco e il Rio Gava.
Da un punto di vista geologico il suo bacino si colloca all'interno del "Gruppo di Voltri".
La sua foce coincide con il punto più settentrionale del Mar Ligure (e quindi del Mediterraneo occidentale) e geograficamente costituisce il confine fra la Riviera di Ponente e la Riviera di Levante. Di conseguenza la Riviera di Levante comprende, sempre da un punto di vista strettamente geografico, anche l'intero territorio comunale di Genova con l'eccezione delle frazioni voltresi di Crevari e Vesima. Tuttavia l'uso corrente è quello di far iniziare la Riviera di Levante a partire dai quartieri orientali del comune di Genova.

## Portate medie mensili

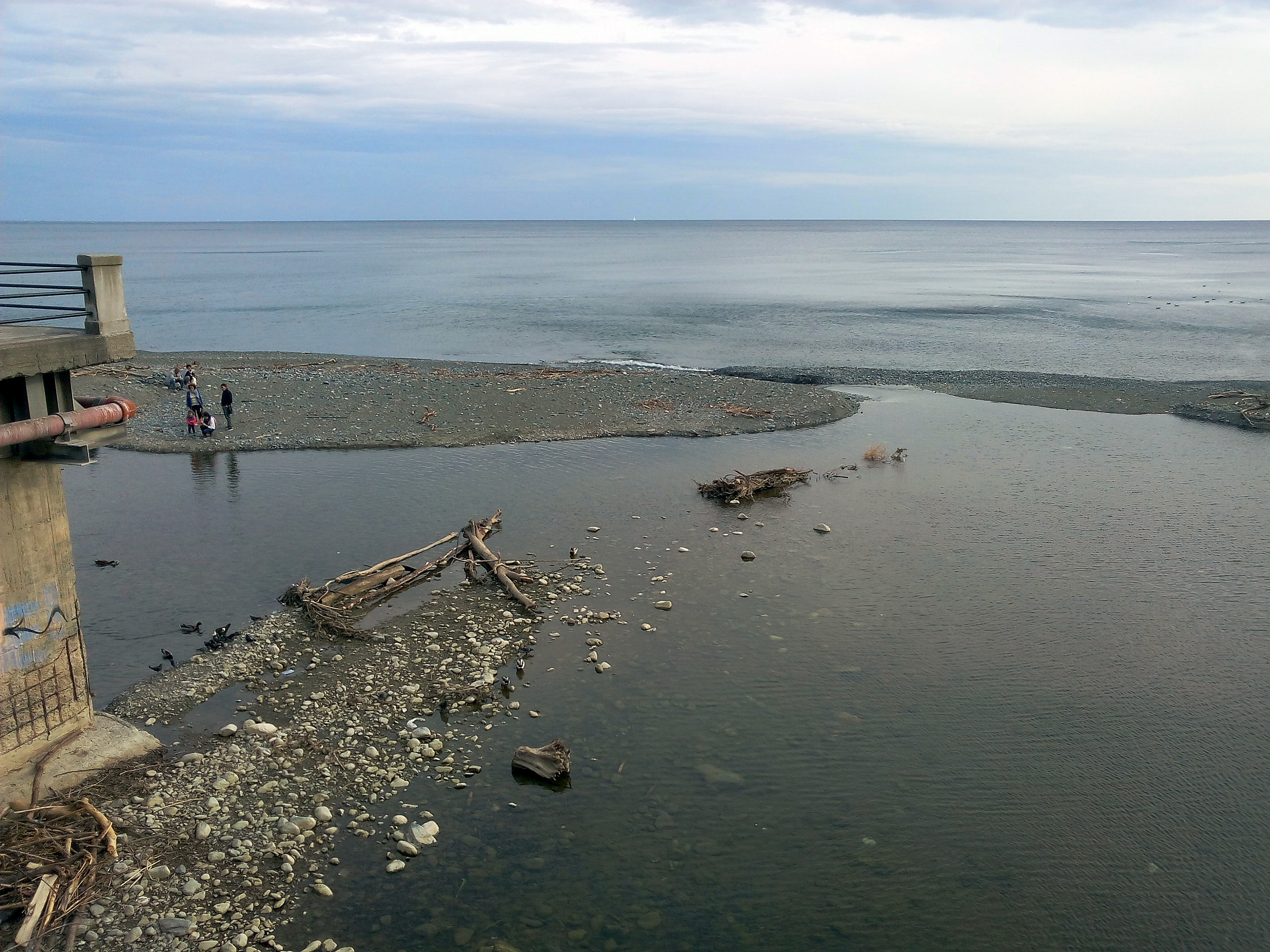
La foce

Le portate medie mensili riportate in tabella vengono calcolate sottraendo dalla portata naturale (ovvero derivata dal deflusso mensile) il valore, ripartito per mese, di prelievi - scarichi,

## Storia
Il Département de la Ceruse o Dipartimento della Cerusa della Repubblica Ligure prese il proprio nome dal torrente.